# Pinoso
Pinoso (occitanska: Pinós) är en ort i kommunen Pinós i Spanien.   Den ligger i provinsen Provincia de Alicante och regionen Valencia, i den sydöstra delen av landet, 300 km sydost om huvudstaden Madrid. Pinoso ligger 573 meter över havet och antalet invånare är 7 090.
Terrängen runt Pinoso är kuperad norrut, men söderut är den platt. Runt Pinoso är det ganska tätbefolkat, med 56 invånare per kvadratkilometer. Närmaste större samhälle är Monóvar, 18,0 km öster om Pinoso. Omgivningarna runt Pinoso är i huvudsak ett öppet busklandskap.